# Faustina die Ältere

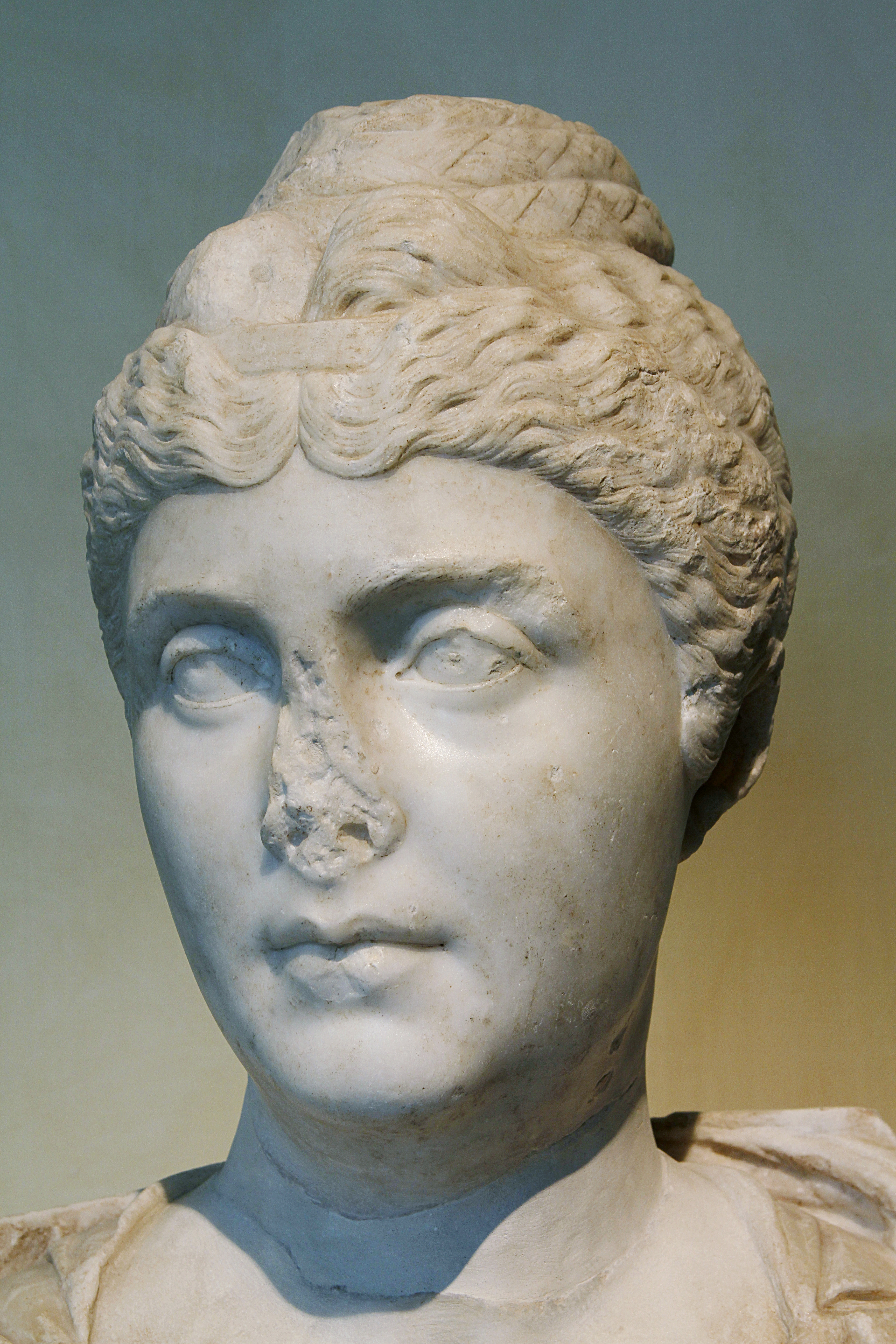
Porträt der Faustina in den Kapitolinischen Museen in Rom, Inv. MC 851

Annia Galeria Faustina (* zwischen 97 und 105; † vor dem 24. Oktober 140), zur Unterscheidung von ihrer gleichnamigen Tochter Faustina die Ältere genannt, war die Ehefrau des römischen Kaisers Antoninus Pius.
Faustina war Tochter des Konsuls der Jahre 97, 121 und 126, Marcus Annius Verus. Ihre Mutter Rupilia Faustina war entweder die Tochter von Kaiser Trajans Nichte Matidia und Halbschwester von Hadrians Frau Vibia Sabina oder die Tochter der Vitellia, Tochter des Kaisers Vitellius. Faustina brachte als reichste Erbin Roms zur Zeit ihrer Eheschließung um die Jahre 110 bis 115 ein großes Vermögen zu Antoninus, welches dieser jedoch kaum antastete. Mit ihrem Mann hatte sie vier Kinder, zwei Söhne Marcus Galerius Aurelius Antoninus und Marcus Aurelius Fulvus Antoninus sowie die beiden Töchter Aurelia Fadilla und Faustina, die als einziges Kind ihre Eltern überlebte. Die Tochter Faustina erhielt zur Unterscheidung von ihrer gleichnamigen Mutter den Namenszusatz die Jüngere. Bei der Thronbesteigung des Antoninus Pius 138 erhielt sie den Titel Augusta. Ihre Persönlichkeit bleibt weitgehend im Dunkeln, da zwar einige Gerüchte über Zügellosigkeit über sie kursierten, diese aber wenig aussagekräftig sind.

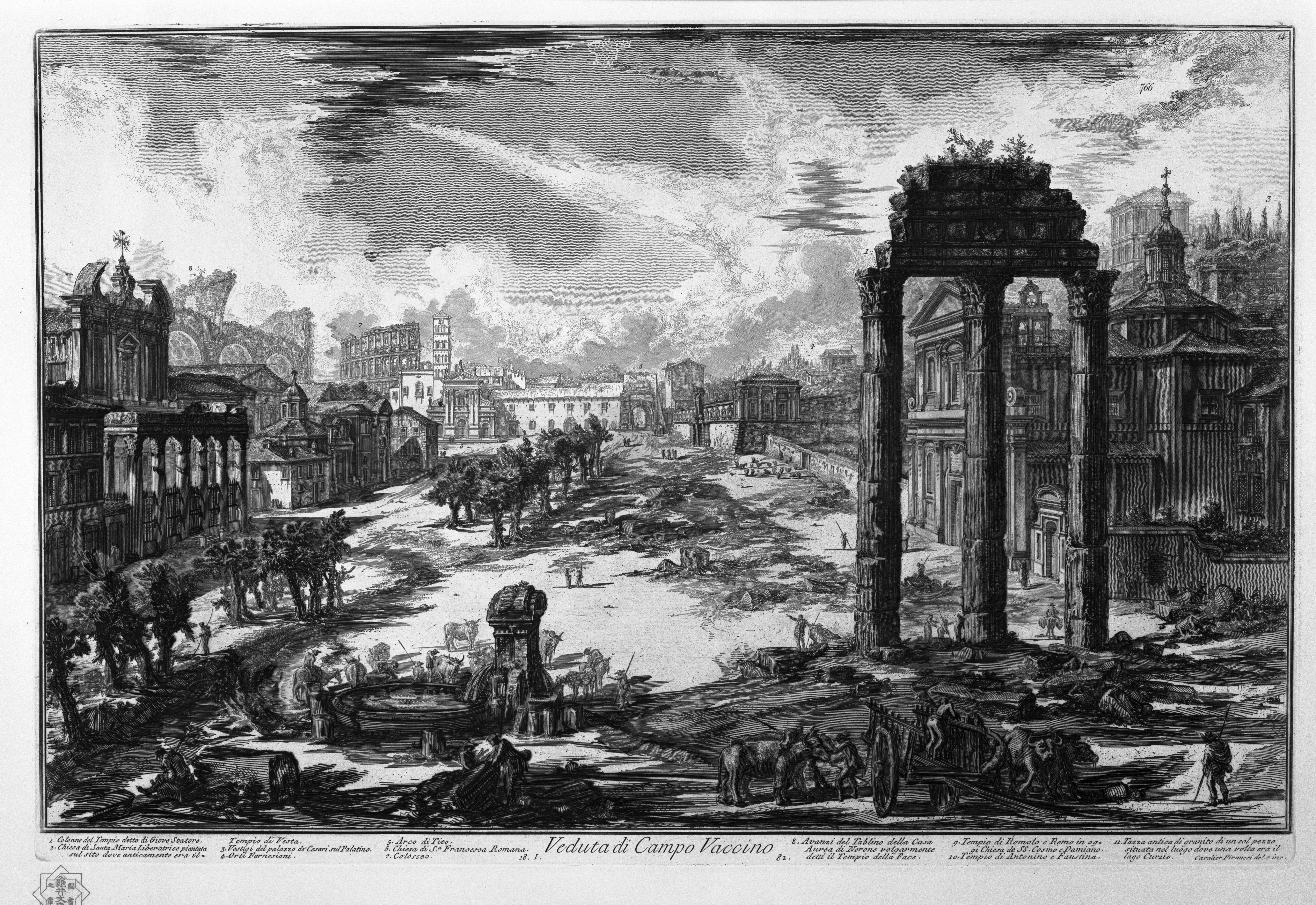
Rom, Tempel von Kastor und Pollux, von Westen gesehen (Links der Tempel des Antoninus Pius und der Faustina). Zeichnung von Giovanni Battista Piranesi, Mitte des 18. Jahrhunderts

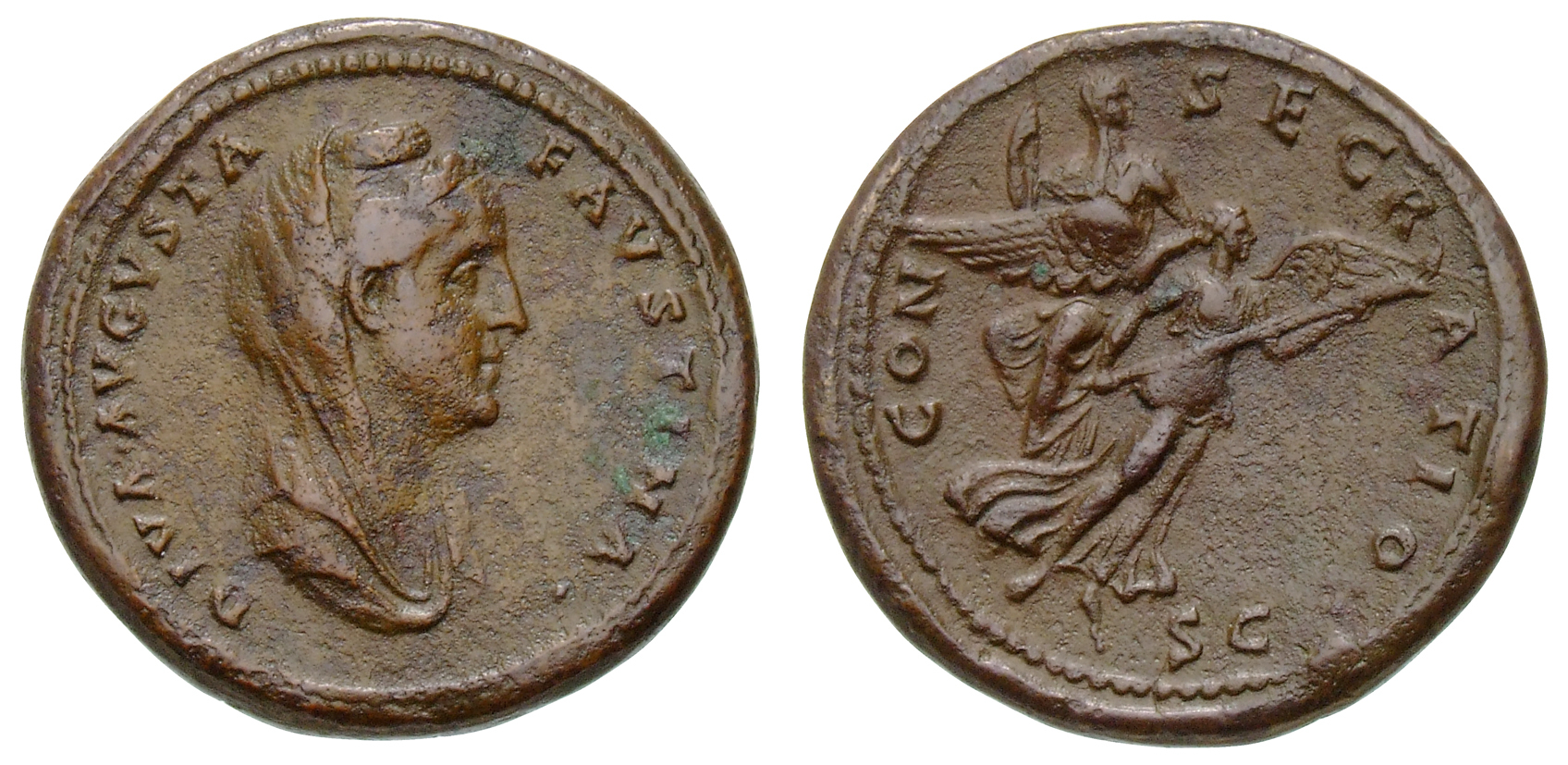
Bronzemünze (Sesterz) mit dem Porträt der konsekrierten Faustina auf der Vorderseite und einer bildlichen Darstellung ihrer Aufnahme in den Himmel auf der Rückseite

Faustina starb vor dem 24. Oktober 140. An diesem Tag wurde sie konsekriert und noch vor dem 13. November mit einem funus censorium (einem Staatsbegräbnis) geehrt. Bestattet wurde sie im Hadriansmausoleum. Nach ihrem Tod gestattete der Senat die Prägung zahlreicher Münzen mit ihrem Bildnis und versah sie zudem mit göttlichen Attributen. Antoninus ließ einen Faustina-Tempel oberhalb des Forum Romanum errichten, der nach seinem Tod auch ihm gewidmet wurde. Ihr zum Gedenken richtete Antoninus außerdem eine Stiftung zur Alimentierung junger Mädchen ein, die puellae Faustinianae. Mark Aurel errichtete nach dem Tod des Antoninus eine Triumphsäule zu dessen und zu Faustinas Ehren, von der nur der Sockel erhalten geblieben ist.